# Хіміко-технологічний факультет КПІ ім. Ігоря Сікорського
Хі́міко-технологі́чний факульте́т Національного технічного університету України «Київський політехнічний інститут імені Ігоря Сікорського» був заснований разом із самим університетом в 1898 році.

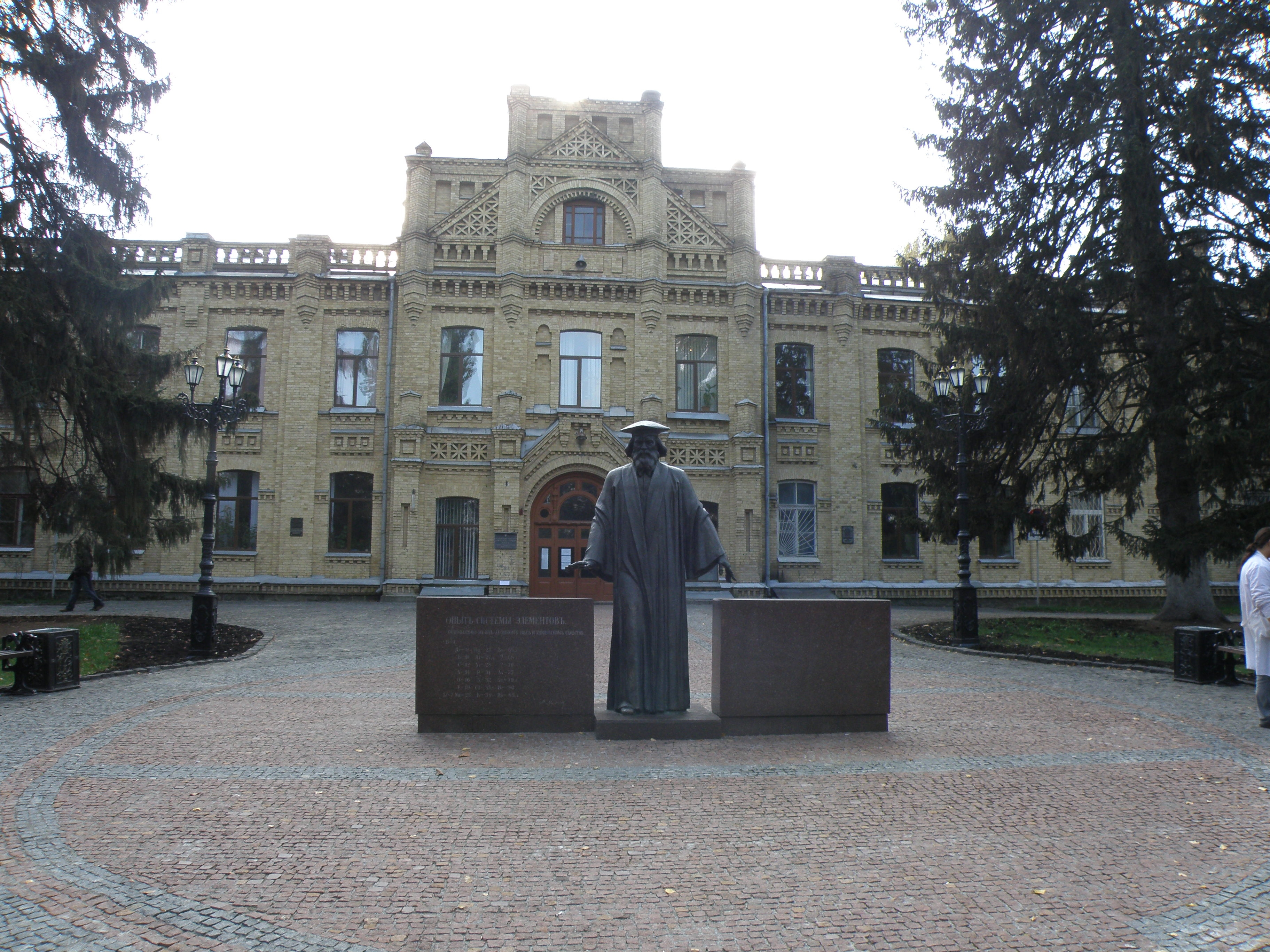
Пам'ятник Д. І. Менделєєву навпроти корп. № 4 НТУУ «КПІ ім. Ігоря Сікорського», де розташований хіміко-технологічний факультет

## Адміністрація
1. Декан факультету — Лінючева Ольга Володимирівна
2. Заступник декана із навчально-виховної роботи — Косогін Олексій Володимирович
3. В.о. заступника декана із наукової роботи — Лінючева Ольга Володимирівна.
4. Заступник декана з навчально-методичної роботи  — Сангінова Ольга Вікторівна.
5. Заступник декана по роботі з гуртожитками та студентами заочної форми навчання — Токарчук Володимир Володимирович.

## Кафедри
- кафедра загальної та неорганічної хімії [Архівовано 15 лютого 2017 у Wayback Machine.] (ЗНХ)
- кафедра кібернетики хіміко-технологічних процесів [Архівовано 27 лютого 2014 у Wayback Machine.] (КХТП)
- кафедра органічної хімії та технології органічних речовин [Архівовано 16 липня 2020 у Wayback Machine.] (ОХтаТОР)
- кафедра технології електрохімічних виробництв [Архівовано 27 лютого 2014 у Wayback Machine.] (ТЕХВ)
- кафедра технології неорганічних речовин та загальної хімічної технології [Архівовано 6 січня 2022 у Wayback Machine.] (ТНР, В та ЗХТ)
- кафедра фізичної хімії [Архівовано 10 березня 2017 у Wayback Machine.] (ФХ)
- кафедра хімічної технології композиційних матеріалів [Архівовано 12 квітня 2021 у Wayback Machine.] (ХТКМ)
- кафедра хімічної технології кераміки та скла [Архівовано 2 лютого 2020 у Wayback Machine.] (ХТКС)

## Наукова робота
Науковці ХТФ виконують науково-дослідні, дослідно-конструкторські та впроваджувальні роботи за програмами Міносвіти і науки України, Мінпромполітики, НАН України, Фонду фундаментальних досліджень України, за міжнародними грантами INTAS, NATO, COPERNICUS, за договорами з комерційними фірмами, промисловими підприємствами, Київською держадміністрацією, за договорами з науковими центрами Нідерландів (Інститут каталізу, м. Ейдховен), Німеччини (Дортмундський університет), Норвегії (Інститут природничих наук), США (Аризонський університет), Франції (Ліонський науковий центр) тощо.
Наукова робота факультету ведеться по трьох напрямах:
- наукова робота;
- підготовка наукових кадрів;
- інноваційна діяльність.

До науково-дослідних робіт активно залучаються студенти; факультет  вже багато років практикує наукове стажування магістрів й аспірантів у наукових центрах, університетах і фірмах провідних країн світу.
Наукові журнали ХТФ:
- Вода і водоочисні технології. Науково-технічні вісті[2] - журнал для наукових та технічних спеціалістів водної та суміжною з нею галузей науки і техніки, а також студентів, аспірантів та викладачів ВУЗів. У журналі особлива увага приділяється питанням науково-технічного обґрунтування процесів підготовки води та їх практична реалізація, науковим аспектам  проблем якості води та водоочищення. Сайт журналу http://wpt.kpi.ua/ [Архівовано 31 січня 2018 у Wayback Machine.]

## Спеціальності
Хімічні технології та інженерія
Спеціалізації:
- Хімічні технології неорганічних речовин та водоочищення
- Хімічні технології органічних речовин
- Електрохімічні технології неорганічних і органічних матеріалів
- Хімічні технології неорганічних керамічних матеріалів
- Хімічні технології неорганічних і органічних в'яжучих матеріалів
- Хімічні технології переробки полімерних та композиційних матеріалів
- Хімічні технології косметичних засобів та харчових добавок

Автоматизація та комп’ютерно-інтегровані технології
Спеціалізація:
- Комп’ютерно-інтегровані технології сталих хімічних виробничих комплексів

## Міжнародні проєкти
- Міжнародний освітній проєкт "Водна гармонія-II" - сумісна норвезько-євразійська програма (2016 - 2018 p.p.)
- Міжнародний проєкт за програмою ЄС Еразмус+ "Розвиток ступеневої освіти за напрямом очищення води" (561755-EPP-1-2015-1-NO-EPPKA2-CBHE-JP-Harmonising water related graduate education, 2015 - 2018 р.p.).
- Міжнародний освітній проєкт "Водна гармонія II " - сумісна норвезько-євразійська програма підготовки спеціалістів і магістрів зі спеціалізації "Вода та водопідготовка (2011 - 2014 р.p.). Стаття у газеті "Київський політехнік" (№ 26(3084) від 11 вересня 2014 р.) Проєкт "Водна гармонія": рік третій. З текстом статті можна ознайомитись за посиланням http://kpi.ua/waterharmony [Архівовано 31 січня 2018 у Wayback Machine.]